# Mar Flores
María del Mar Flores Caballero, más conocida como Mar Flores (Madrid, 11 de junio de 1969), es una modelo, empresaria y actriz española.

## Biografía
Criada en el distrito madrileño de Usera, se inicia en el mundo de la pasarela en 1989 tras ganar el premio Rostro de los 90, convocado por la revista Elle. Pronto alcanza gran popularidad, por el interés que suscita en los medios de información del corazón.
Su hermana, Marián Flores, fue azafata del programa de televisión Un, dos, tres... responda otra vez, en la etapa de Victoria Abril y María Durán.
Como maniquí desfila en Milán para diseñadores como Giorgio Armani y Gai Mattiolo, y en los desfiles de Cibeles y Gaudí. Realiza campañas publicitarias para firmas como Caramelo, Cacharel, La Perla, Montblanc, Multiopticas, Solmayor, y el anuncio navideño de Freixenet. Ha sido portada de revistas como Elle, Marie Claire, Dunia y Man, entre otras.
En 1991 debuta como presentadora de televisión en el concurso VIP noche y un año después Bellezas en la nieve, junto a Andoni Ferreño, ambos en Telecinco. En 1994 interviene en la serie Compuesta y sin novio, protagonizada por Lina Morgan y en 1996 obtiene uno de los papeles protagonistas en la última temporada de la comedia Canguros, que emitió Antena 3. Formó parte también del reparto de la serie de televisión Hermanos de leche, emitida por la cadena española Antena 3 entre 1994 y 1996. También durante el año 1996, es galardonada en Francia junto a Joaquín Cortés con el premio The Best, como españoles que triunfan fuera de España.
Más tarde, en 1998, se une al equipo de la serie policíaca La virtud del asesino, dirigida por Roberto Bodegas, para grabar el episodio 11. En el año 2000, participó en la serie de RTVE Un hombre solo.
Su salto a la gran pantalla se produce en 1998 de la mano de Juan Antonio Bardem, que la selecciona para protagonizar Resultado final. Ese mismo año retoma su trabajo de presentadora, en este caso en Canal 9 con La música es la pista. Un año más tarde, trabaja a las órdenes de Mario Camus en La vuelta de El Coyote. Con posterioridad, interviene en las series Ada Madrina (1999), con Carmen Sevilla y El secreto (2001).
Su, por el momento, última experiencia interpretativa ha sido la película Los años desnudos (2008), de Dunia Ayaso y Félix Sabroso.
En 2021, reaparece en televisión como participante en la segunda edición del concurso de Antena 3 Mask Singer: adivina quién canta, disfrazada de Flamenco.
También en el año 2021, durante la 15.ª edición de Publifestival, recibió el Premio de Honor por su labor como embajadora de Women Together para la ONU. Este mismo año, durante la gala de la IX edición de Luxury Awards, celebrada el 14 de diciembre en el Auditorio el Beatriz Madrid del Edificio Beatriz, recibió el premio a la Trayectoria en la Publicidad Marcas de Lujo y Premium.
Más recientemente, el 24 de octubre de 2022, comenzó a participar en el programa de televisión Y ahora Sonsoles, producido por Atresmedia Televisión y transmitido por Antena 3.

## Películas
Además de su carrera como modelo y presentadora, ha participado en diversas películas. A continuación, se presenta una lista de las películas en las que ha participado, destacando el año de estreno, el título y el personaje que interpretó.
| Películas | Películas              | Películas                   | Películas |
| Año       | Título                 | Personaje                   |           |
| --------- | ---------------------- | --------------------------- | --------- |
| 1998      | Resultado final        | María José Fernández Conway |           |
| 1998      | La vuelta de El Coyote | Beatriz                     |           |
| 2008      | Los años desnudos      | Eva Millán                  |           |

## Series de TV
Además de su carrera en el mundo de la moda y el cine, Mar Flores ha tenido una exitosa carrera en la televisión española. Ha participado en varias series de televisión, demostrando su talento en cada uno de sus roles. A continuación, se presenta una lista de las series de televisión en las que ha participado, destacando el año de emisión, el título y el personaje que interpretó. Su carrera en la televisión española ha sido reconocida por su contribución a la calidad y diversidad de la programación. Mar Flores se ha convertido en un referente en la televisión española, dejando su huella en cada uno de sus proyectos.
| Series de TV | Series de TV          | Series de TV | Series de TV |
| Año          | Título                | Personaje    |              |
| ------------ | --------------------- | ------------ | ------------ |
| 1994-1996    | Canguros              | Helena       |              |
| 1994-1996    | Hermanos de leche     | 1 episodio   |              |
| 1998         | La virtud del asesino | 1 episodio   |              |
| 1999         | Ada Madrina           | Elena        |              |
| 2000         | Un hombre solo        | Lola         |              |
| 2001         | El secreto            | Ana Carrión  |              |

## Programas de televisión
Mar Flores ha tenido una larga trayectoria en el mundo del entretenimiento español, que incluye su participación en varios programas de televisión a lo largo de los años. Desde su debut en VIP noche en 1991 hasta su aparición más reciente en Y ahora Sonsoles en 2022, su presencia en la televisión ha sido constante y ha sido reconocida por su talento y profesionalismo. A continuación, se presenta una lista de los programas de televisión en los que ha participado, destacando el año fecha en que se emitieron. Estos programas son un testimonio de la versatilidad y el éxito de Mar Flores en el mundo del entretenimiento, y su capacidad para cautivar a la audiencia española a través de los años.
| Programas de televisión | Programas de televisión          | Programas de televisión | Programas de televisión |
| Año                     | Título                           | Nota                    |                         |
| ----------------------- | -------------------------------- | ----------------------- | ----------------------- |
| 1991                    | VIP noche                        | Presentadora            |                         |
| 1992                    | Bellezas en la nieve             | Azafata                 |                         |
| 1998                    | La música es la pista            | Presentadora            |                         |
| 2021                    | Mask Singer: adivina quién canta | Concursante             |                         |
| 2022                    | Y ahora Sonsoles                 | Colaboradora            |                         |
| 2023                    | Espejo público                   | Colaboradora            |                         |
| 2024                    | El desafío                       | Concursante             |                         |

## Premios y reconocimientos
A lo largo de su carrera, Mar Flores ha recibido numerosos premios y reconocimientos por su destacada labor en la moda, el cine y la televisión. Su talento y versatilidad han sido reconocidos por críticos y la audiencia por igual, convirtiéndose en una figura destacada en el panorama del entretenimiento español. A continuación, se presenta una lista de los premios y reconocimientos que ha recibido, incluyendo premios en festivales de cine, premios de moda y reconocimientos por su labor social. Estos galardones son un testimonio del respeto y la admiración que ha ganado en la industria del entretenimiento español, y su continua dedicación a inspirar a otros a seguir sus pasos. El pasado 8 de octubre de 2024, en su tercera edición, el Wellington Hotel & Spa, Mar fue distinguida con el Premio Diamante de la Excelencia, un galardón otorgado por la Asociación Española del Lujo.
| Premios y reconocimientos | Premios y reconocimientos                                         | Premios y reconocimientos                      | Premios y reconocimientos |
| Año                       | Título                                                            | Organización                                   |                           |
| ------------------------- | ----------------------------------------------------------------- | ---------------------------------------------- | ------------------------- |
| 1996                      | The Best                                                          | The Best                                       |                           |
| 2011                      | Embajadora                                                        | Women Together                                 |                           |
| 2013                      | Referente en moda y elegancia                                     | Premios Dedales de Oro]</ref>El Attelier</ref> |                           |
| 2017                      | Embajadora                                                        | Ciudad Colonial de Santo Domingo               |                           |
| 2021                      | Premio a la Trayectoria en la Publicidad Marcas de Lujo y Premium | Luxury Advvertising Awards                     |                           |
| 2021                      | Premio por su labor como embajadora                               | Women Together                                 |                           |
| 2024                      | Premio Diamante de la Excelencia                                  | Asociación Española del Lujo                   |                           |

## Vida privada
En 1996, se divorcia del aristócrata italiano Carlo Costanzia di Costigliole (de los condes y señores de Costigliole), padre de su primer hijo (Carlo) y con quien había contraído matrimonio el 22 de mayo de 1992 en la iglesia de Santa Bárbara. 
Desde entonces, su vida personal ha sido objeto de atención por parte de los medios de comunicación, que se hicieron eco de sus romances con el empresario Fernando Fernández Tapias en 1996, el comentarista de televisión Alessandro Lecquio (1997) o el aristócrata Cayetano Martínez de Irujo (1998-1999). 
Finalmente, contrajo matrimonio de nuevo con Javier Merino el 25 de octubre de 2001, con quien ha tenido cuatro hijos más: Mauro, Beltrán y el 26 de febrero de 2011 dos hijos mellizos llamados Bruno y Darío.
El 25 de marzo de 2016, Mar emitió un comunicado en el que anunciaba su separación de Javier Merino de mutuo acuerdo.
Es abuela de un nieto, Carlo Costanzia Rubio.